# Saint-Aubin-d'Écrosville
Saint-Aubin-d'Écrosville là một xã của tỉnh Eure, thuộc vùng Normandie, miền bắc nước Pháp.